# 전략물자
전략물자(戰略物資, 영어: strategic material)는 전쟁을 하기 위하여 가치가 있다고 인정되는 물자를 말한다. 석유·석탄·철강·우라늄·비철금속·고무·공작기계 등이다. 그 품목은 구체적 사항에 따라서 정해지는 것이므로 일정하지 않다. 미국은 서방권에 1952년 1월 이래 상호방위원조관리법을 적용해 소련 등의 사회주의 제국에 전략물자를 수출한 국가에 대해서는 원칙적으로 원조를 정지하기로 했다. 또한 국제적인 동구사회주의의 여러 나라에 대한 전략물자 수출제한조직으로서 코콤(對共産圈輸出統制委員會)을 들 수 있다.
현재 대한민국에서 사용하는 전략물자의 개념은 중의적이고 혼재되어 있다.
현재 대한민국에서 사용하는 전략물자의 개념은 중의적이고 혼재되어 있다.
전략물자는 크게 2가지 관점으로 해석되는데, 이는 영어로 Strategic Goods와 Strategic Materials로 구분될 수 있다.
따라서, 일반적으로 사용하는 의미와 더불어서 Strategic Goods와 Strategic Materials를 따로 설명한다.
| 영어                | 한국어               | 주요 사례                                            | 국내 관련법                                                           |
| Strategic Goods     | 전략물자 (법정 용어) | 반도체, CNC공작기계, 무기                            | 대외무역법, 원자력법, 방위사업법                                      |
| Strategic Materials | 전략물자 (속칭)      | 석유, 가스 등 에너지 자원, 희토류, 망간 등 광물 포함 | 비상대비자원 관리법(중점관리대상자원), 조달사업에 과한 법률(비축물자) |

## Strategic Goods
일반적으로 대중이 사용하는 의미의 전략물자와 행정적으로 사용되는 의미를 구분해서 설명한다.

### 통속적인 의미
통속적으로는 전쟁을 수행할 때 필요한 여러 가지 핵심적인 물자를 뜻한다.
따라서 통속적인 의미의 전략물자는 현재 행정적으로 구분되어서 사용되는 여러 개념이 혼재된 상태이다.
전략물자의 유무로 인하여 전쟁의 승패가 갈리며, 인류사에선 전략물자를 확보하기 위한 전쟁도 수도 없이 벌어져 왔다.
전쟁의 양상은 시대와 기술 발전에 따라 크게 바뀌기에, 그에 필요한 전략물자 역시 바뀌어간다. 이를테면 신석기시대에는 흑요석, 고대에는 철과 말이 무엇보다 중요한 전략물자였지만, 중세~근대에는 화약의 재료인 질산칼륨, 세계대전기에는 석유와 석탄, 현재는 컴퓨터, 알루미늄, 우라늄, CNC, 인공위성 등으로 변화해왔다. 앞으로도 기술이 발전할수록 전략물자는 달라질 것이다.
전략물자를 얼마나 비축해 놓았는 가에 따라 전쟁의 승패까지 갈리는 만큼 국제적으로 전략물자와 기술들을 통제하고 있다. 현재 북한의 경우를 생각해보면 쉽다. 북한에 슈퍼컴퓨터, 신형 로켓엔진, 연료피복재에 쓰이는 지르코늄 합금이나, PUREX 원료를 준다면 어떤 일이 벌어질까? 아니면 이러한 전략물자가 테러리스트의 손에 떨어진다면? 이런 이유로 마이크로소프트와 인텔, 지멘스는 북한에 Microsoft Windows, CPU, CNC를 안 판다. 하지만 중국, 러시아 등 제3국을 우회해 반입한다.

### 행정적 의미
이 경우는 현대 국제 외교 관계나 국제 통상에서 주로 사용하는 개념으로, 한국에서는 대량살상무기, 테러 등에 전용될 수 있는 물자나 기술을 뜻하며, 대외무역법 제19조에서 수출통제의 대상을 "전략물자"라고 하여 아래와 같이 규정하고 있다.
제3절 전략물자의 수출입
제19조(전략물자의 고시 및 수출허가 등)
①산업통상자원부장관은 관계 행정기관의 장과 협의하여 대통령령으로 정하는 국제수출통제체제(이하 “국제수출통제체제”라 한다)의 원칙에 따라 국제평화 및 안전유지와 국가안보를 위하여 수출허가 등 제한이 필요한 물품등(대통령령으로 정하는 기술을 포함한다. 이하 이 절에서 같다)을 지정하여 고시하여야 한다.
경우에 따라서 좀 더 포괄적인 범위의 물품들을 지칭할 때는 이중용도 물품으로 불리기도 한다.
예를 들어서, 특정 알루미늄 튜브는 일반적인 화학 플랜트에서도 사용하지만, 이를 핵무기용 우라늄 농축용 원심분리기를 만드는 데에도 사용가능하다. 이 경우, 알루미늄 튜브는 이중용도 물품으로서 전략물자로 지정되고 후술될 국제 조약과 신사협정에 의해서 국가 차원에서 수출입이 엄격하게 관리된다.
물론 각종 무기와 핵개발 관련 설비는 이중용도가 아니어도 항상 전략물자로 관리된다.
즉, Strategic Goods는 자국의 비축보다도 적대 세력으로의 비확산에 초점을 둔 개념이다.
1987년 일본의 도시바가 노르웨이의 콩스버그를 통해서 소련으로 전략물자로 지정된 고성능 CNC기기를 팔아서 소련 핵잠수함들의 은닉성이 크게 향상되었다가 이를 수상하게 여긴 미국 당국의 조사와 내부고발로 인해서 적발된 도시바-콩스버그 스캔들이 매우 대표적인 전략물자 유출 사건이다. 미국 정부는 도시바에게 이 사건에 대한 책임을 물어서 강력한 보복제재를 가했고, 당시 일본 총리 나카소네 야스히로가 직접 공개사과를 할 정도로 파장이 커졌다.
본래 냉전 시기 자유진영이 공산진영을 대상으로 실시하던 수출통제체제인 COCOM에서 처음 쓰이기 시작한 개념이다. 냉전 중반 이후부터 제3세계로 각종 WMD가 확산되기 시작하면서, 현재는 그 작용범위와 적용대상이 상당히 달라졌다.
대한민국 정부는 국내 기업의 수출 물품과 기술 중에 국제 비확산조약에 접촉되는 전략물자가 있는지 판정하는 업무를 처리하기 위해 전략물자관리원을 2007년 설립하여 운영 중이다. 2022년 현재는 2022년 러시아의 우크라이나 침공으로 인해서 대러제재 관련 사안이 주요 현안이다. 다만, 직접적인 수출허가 및 통제는 산업통상자원부에서 관할한다.

#### 전략물자 관련 협정
대한민국은 현재 잘 알려진 많은 전략물자 국제협약에 가입한 상태다. 전략물자 관련 국제협약은 비확산을 목적으로 하는 비확산 협약과 무기 축적을 방지하고 군축을 목적으로 하는 군축조약으로 나누어서 볼 수 있다.
군축조약을 제외하고 한국에게 중요한 국제 비확산 협약은 다음과 같이 존재한다.

< 비확산 조약과 국제수출통제체제 >
| 구분         | 구분       | 비확산 조약                                            | 국제수출통제체제                                         |
| 재래식무기   | 재래식무기 | -                                                      | * 바세나르체제(WA) - 설립: 1996년 - 회원: 42개국         |
| 대량살상무기 | 핵무기     | * 핵비확산조약(NPT) - 설립: 1970년 - 회원: 191개국     | * 핵공급그룹(NSG) - 설립: 1974년 - 회원: 48개국          |
| 대량살상무기 | 미사일     | -                                                      | * 미사일기술통제체제(MTCR) - 설립: 1987년 - 회원: 35개국 |
| 대량살상무기 | 화학무기   | * 화학무기금지협약(CWC) - 설립: 1997년 - 회원: 193개국 | * 호주그룹(AG) - 설립: 1985년 - 회원: 43개국             |
| 대량살상무기 | 생물무기   | * 생물무기금지협약(BWC) - 설립: 1975년 - 회원: 184개국 | * 호주그룹(AG) - 설립: 1985년 - 회원: 43개국             |

* 2022년 8월 기준
- 비확산 조약
  - 핵 비확산 조약 (NPT): 핵 비보유국의 핵무기 획득 방지, UN 협력기구 IAEA에서 감독
  - 화학무기금지 협약 (CWC): 화학무기 개발, 생산, 사용, 보유 금지, UN 협력기구 OPCW에서 감독
  - 생물무기금지 협약 (BWC): 생물무기 개발, 생산, 사용, 보유 금지, 호주 그룹을 통해서 집행중

- 유엔 결의
  - 유엔 안전보장이사회 결의안 1540호: 국제사회의 대량살상무기 관련 수출통제 의무화
  - 유엔 총회 결의안 2342호, 무기거래조약 (ATT): 재래식 무기의 불법적 거래 근절

- 4대 국제수출통제체제
  - 핵 공급국 그룹 (NSG): NPT 적용을 위한 다자간 협의체
  - 호주 그룹 (AG): 생물무기금지 협약과 화학무기금지 협약 모두에 대한 다자간 협의체
  - 미사일가술 통제체제 (MTCR): 미사일 기술 개발, 기술 이전에 대한 다자간 협의체
  - 바세나르 체제 (WA): 재래식 무기 기술 이전, 재래식 무기 수출에 대한 다자간 협의체

< 4대 국제수출통제체제 >
| 구분                      | 통제대상 물자 및 기술                           | 회원국 | 발족년도 | 한국가입 |
| 핵공급국그룹 (NSG)        | 핵무기 (원자력전용 및 이중용도 품목·기술)       | 48개국 | 1978년   | 1995년   |
| 호주그룹 (AG)             | 생화학무기 (생화학물질 및 이중용도 품목·기술)   | 43개국 | 1985년   | 1996년   |
| 미사일기술통제체제 (MTCR) | 미사일 및 운반체 (미사일 및 이중용도 품목·기술) | 35개국 | 1987년   | 2001년   |
| 바세나르 체제 (WA)        | 재래식 무기 (군용물자 및 이중용도 품목·기술)    | 42개국 | 1996년   | 1996년   |

- 개별 협정
  - 한미 미사일 사거리 지침 - 2021년 완전히 종료
  - 한미 원자력 협정

- 기타
  - 대량살상무기 확산방지구상 (PSI) : 공해상에서 WMD 관련 전략물자를 운송 중일 것으로 판단되는 PSI가입 국적의 불법선박에 한정해서 인접한 다른 PSI가입국의 해상전력이 불시검문 후 퇴거, 심지어 압류, 나포까지 할 수 있도록 하는 미국 주도의 국제 협의체. 아직 국제적으로 완벽히 합의되진 않아서 안보리 상임이사국 중에선 중국이 항행의 자유를 앞세워서 반대하고 있다. 인도 역시 미온적인 태도를 유지하고 있다.

## Strategic Materials
이 경우는 국가적 차원에서 안보 유지 및 핵심 산업의 공급망 유지를 위해서 필요한 광물이나 원자재를 뜻한다.
한국에서는 비상대비자원관리법에 의해서 국가가 관리하는 중점관리대상자원과 조달청에서 관리하는 비축물자를 통틀어서 지칭한다.
즉, Strategic Materials는 비확산보다 자국 내 비축을 초점으로 둔 개념이다.
국가가 전략물자를 비축하고 관리하지 못한다면, 이를 공급하는 타국의 공급망에 의존할 수 밖에 없고 결국은 외교적인 영향력을 받을 수 밖에 없다.
요소수 대란은 한국 정부가 요소와 암모니아의 전략물자적 중요성을 파악하지 못해서 발생한 일이라고도 볼 수 있다. 희토류, 석유, 석탄, 철강, 알루미늄, 니켈 역시 이와 같은 성격을 띈다고 볼 수 있다. 코로나 19로 인해 대한민국 정부는 마스크도 전략물자로 취급하여 사태가 진정되더라도 일정 분량을 비축한다.
경우에 따라선 식량자원도 전략물자로 취급될 수 있다. 2020년 인도의 양파 수출금지조치로 주변 남아시아 국가들에서 큰 혼란이 일어났던 것과 2022년 러시아의 우크라이나 침공과 이로 인한 인도의 밀 수출금지조치로 이집트와 중동 국가들에서 식료품 물가가 폭등해서 사회적 혼란이 가중되는 현상 역시, 식량자원의 전략물자적 성격을 보여준다.

## 같이 보기
- 전략물자관리원